# Maria Esperance von Schwartz
Maria Esperance von Schwartz, nota anche con lo pseudonimo di Elpis Melena (Southgate, 8 novembre 1818 – Ermatingen, 20 aprile 1899), è stata una scrittrice tedesca e britannica.

## Biografia

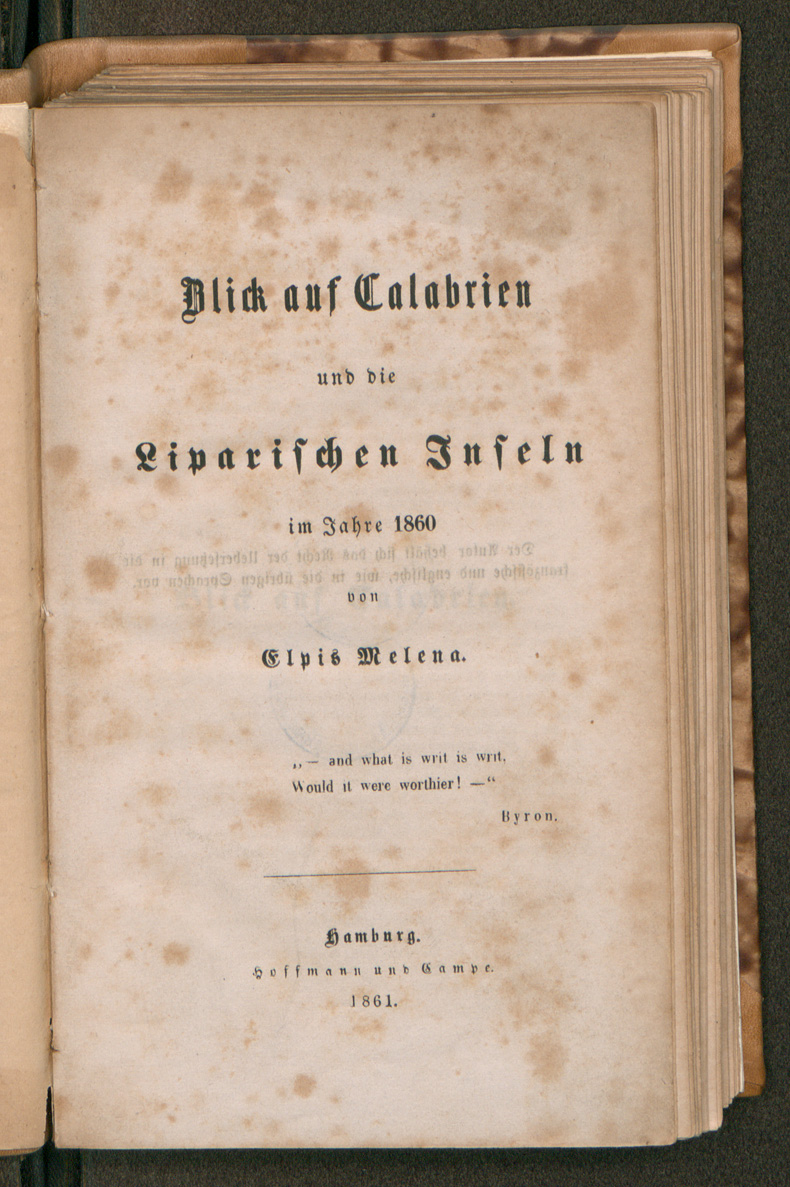
Blick auf Calabrien und bei Liparischen Inseln im Jahre 1860, 1861

Figlia di un banchiere di Amburgo, nacque in Inghilterra e passò gran parte della sua giovinezza fra l'Inghilterra e l'Italia. Seguì da vicino e apprezzò il movimento per l'unificazione dell'Italia e curò la prima edizione in tedesco delle memorie di Giuseppe Garibaldi, pubblicate in inglese nel 1887.
Dopo l'incontro con Garibaldi a Caprera nel 1857, ricevette da lui numerose lettere e nel 1858 una proposta di matrimonio, che rifiutò. Dopo il 1865 si trasferì a La Canea. Fu fra i primi sostenitori dei diritti degli animali.

## Opere
- (DE) Blick auf Calabrien und bei Liparischen Inseln im Jahre 1860, Hamburg, Hoffmann und Campe, 1861.
- Garibaldi aneddotico e romantico, Milano, Casa Editrice Sonzogno, 1944.